# Мсето Спортс
Мсето Спортс (англ. Mseto Sports) — професіональний танзанійський футбольний клуб з міста Морогоро, східна Танзанія.

## Коротка історія
«Мсето Спортс» було засновано в місті Морогоро, у східній частині Танзанії. «Смето» — один з трьох найіменитіших клубів міста. У 1975 році команда досягла найбільшого успіху за власну історію, стала переможцем Танзанійської Прем'єр-ліги.На даний ас виступає в Другому дивізіоні чемпіонату Танзанії.

## Досягнення
- Прем'єр-ліга Танзанії
  -  Чемпіон (1): 1975